# Skelett des Menschen

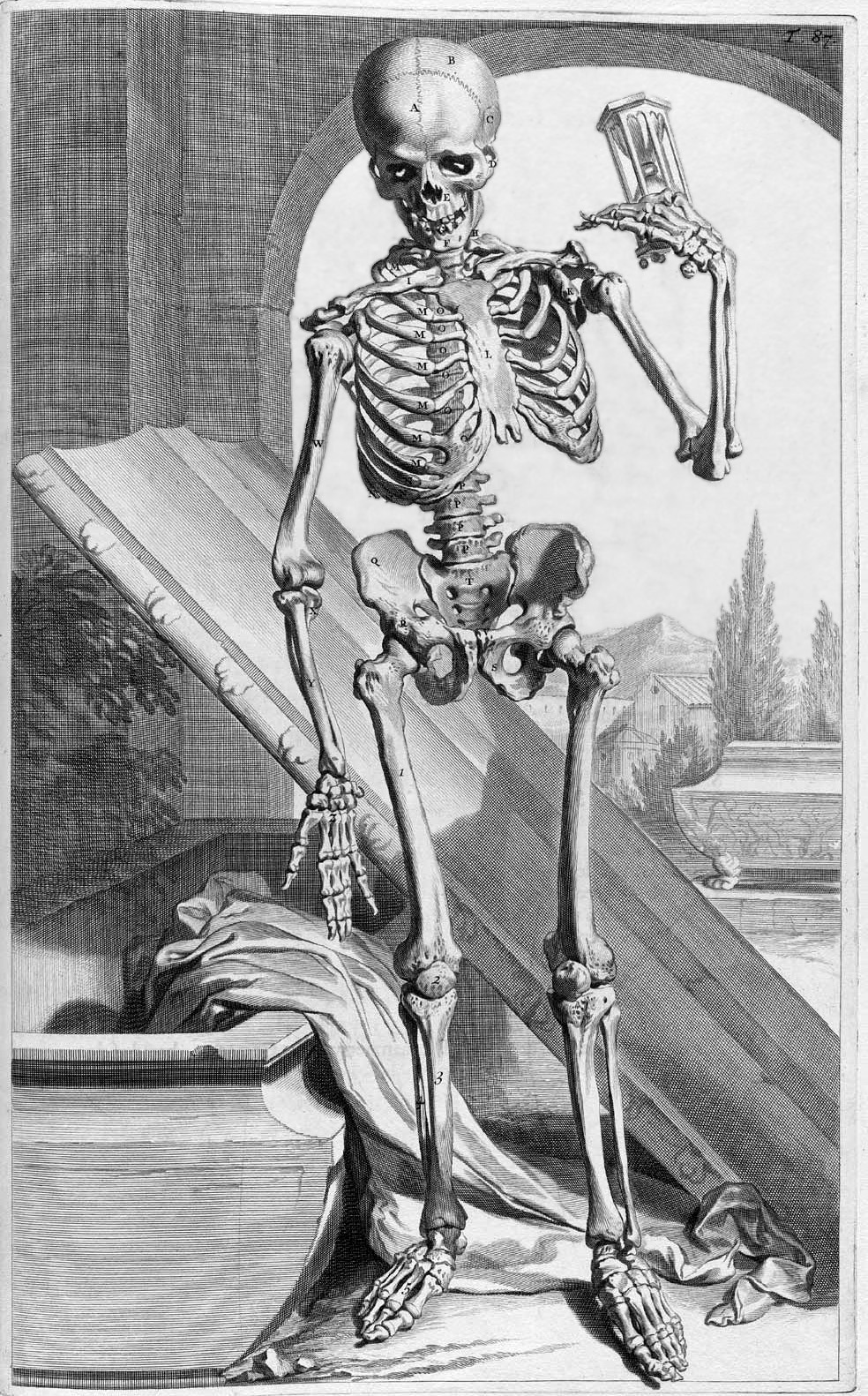
Illustration des menschlichen Skeletts von Gerard de Lairesse in Govard Bidloos Ontleding des menschlyken lichaams von 1685

Menschliches Skelett (Frontansicht)

Das Skelett des Menschen besteht (abgesehen von angeborenen Variationen wie Halsrippen und Fusionen) je nach Quelle bzw. je nach Anzahl der Kleinknochen in Fuß und Wirbelsäule aus 206 bis 212 regulären Knochen, die von wenigen Millimetern bis zu einem halben Meter groß sein können. Das Gewicht der Knochen beträgt 10 bis 15 Prozent eines Menschen mit Normalgewicht. Säuglinge haben über 300 Knochen, von denen einige im Laufe der Zeit zusammenwachsen.

## Knochengruppen
Je nach ihrer Form werden die Knochen des Menschen in folgende Gruppen unterteilt:
- Ossa longa oder Röhrenknochen wie zum Beispiel die Arm- und Beinknochen
- Ossa plana oder Plattknochen wie zum Beispiel Brustbein und Rippen
- Ossa brevia kurze kompakte Knochen wie zum Beispiel Handwurzel- und Mittelfußknochen
- Ossa pneumatica oder lufthaltige Knochen wie zum Beispiel der Oberkiefer
- Ossa sesamoidea oder Sesambeine wie zum Beispiel die Kniescheibe

## Schädel
- Schädel (Cranium)
  - Hirnschädel (Neurocranium)
    - Hinterhauptbein (Os occipitale)
    - Scheitelbein (Os parietale)
    - Schläfenbein (Os temporale)
    - Keilbein (Os sphenoidale)
    - Stirnbein (Os frontale)
    - Siebbein (Os ethmoidale)

  - Gesichtsschädel (Viscerocranium)
    - Jochbein (Os zygomaticum)
    - Oberkiefer (Maxilla)
    - Unterkiefer (Mandibula)
    - Nasenbein (Os nasale)
    - Tränenbein (Os lacrimale)
    - Gaumenbein (Os palatinum)
    - Zungenbein (Os hyoideum)
    - Pflugscharbein (Vomer)

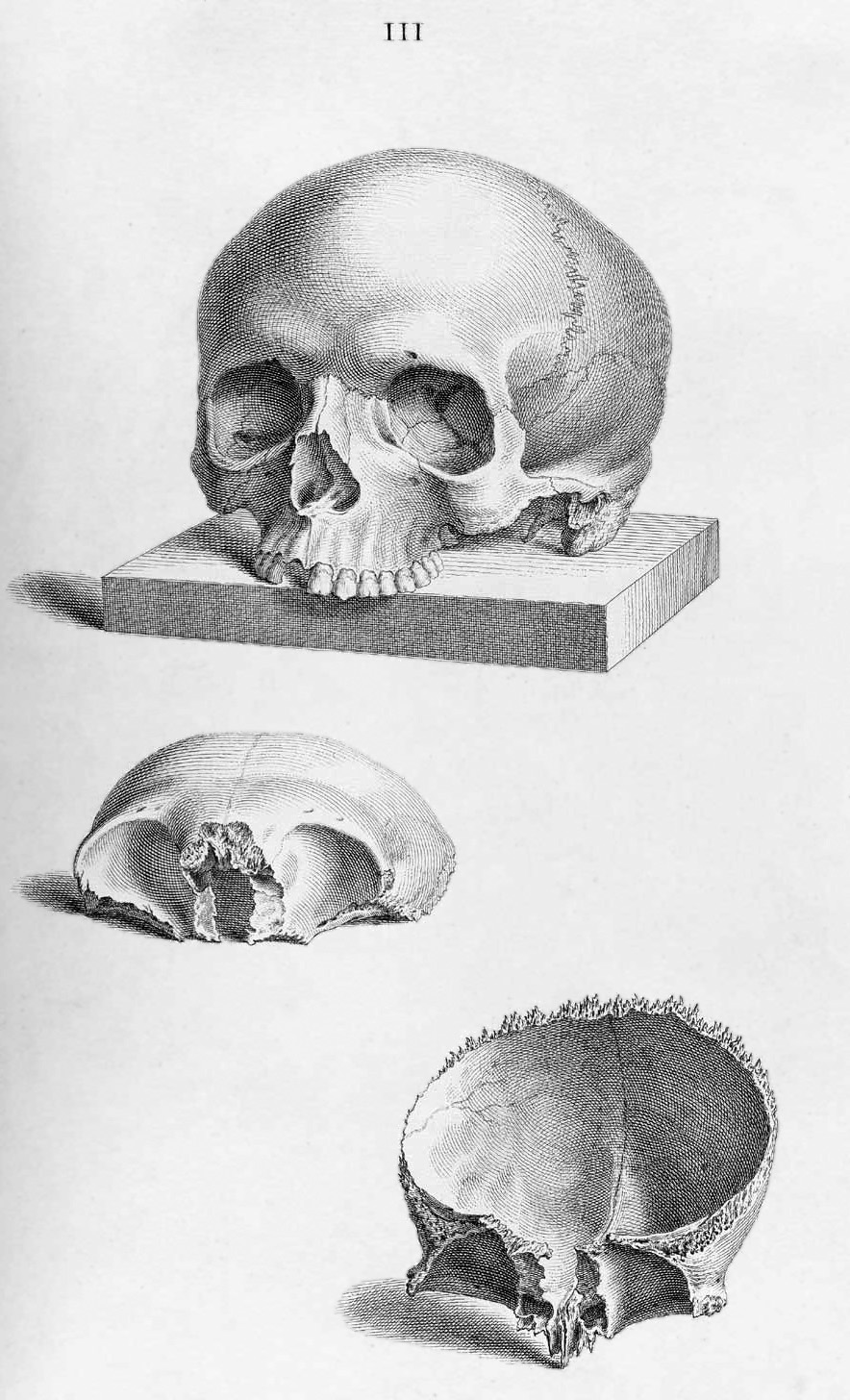
Der menschliche Schädel

    - Untere Nasenmuschel (Concha nasalis inferior)
    - Gehörknöchelchen (Malleus, Incus, Stapes)

## Rumpf

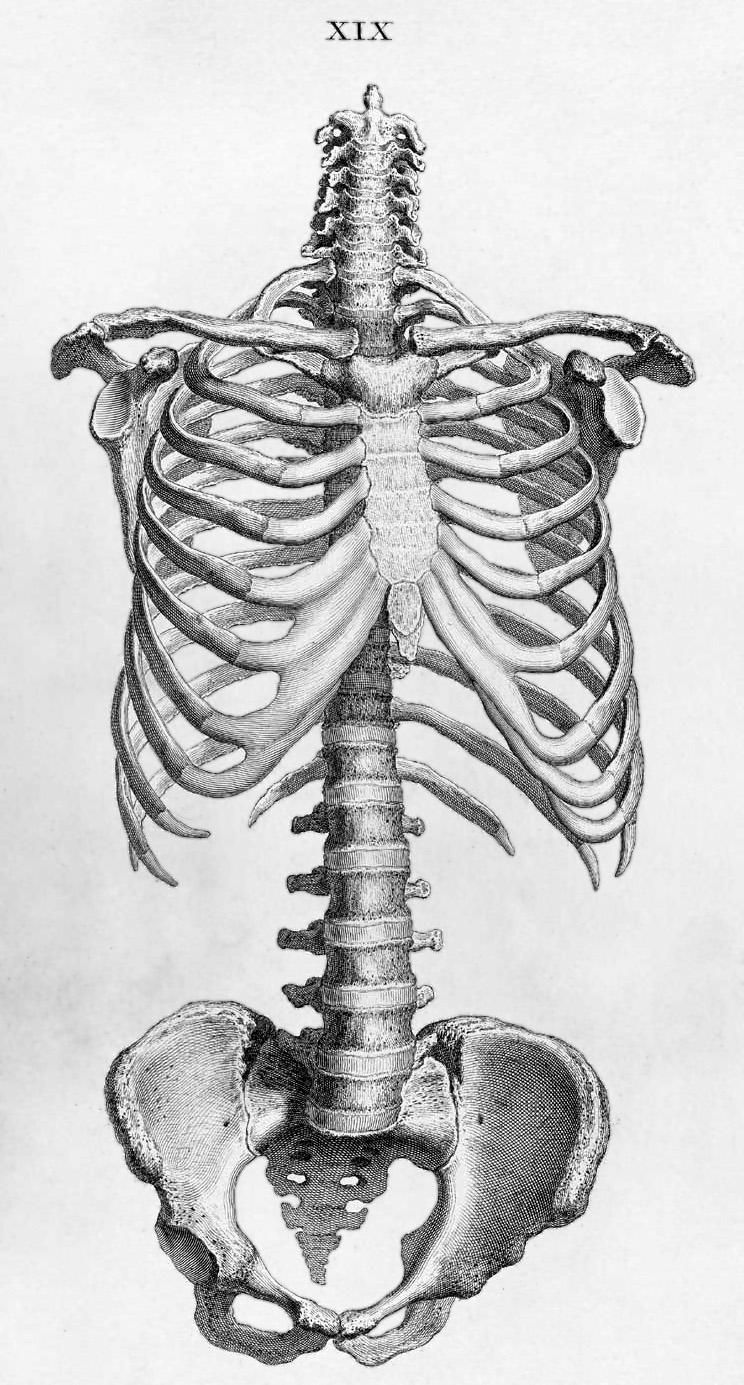
Der Rumpf

- Wirbelsäule (Columna vertebralis) besteht aus 33 Wirbeln:
  - Sieben Halswirbel (Vertebrae cervicales), davon gesondert benannt
    - der erste Halswirbel, Atlas
    - der zweite Halswirbel, Axis
    - der siebte Halswirbel, Vertebra prominens

  - Zwölf Brustwirbel (Vertebrae thoracicae)
  - Fünf Lendenwirbel (Vertebrae lumbales)
  - Kreuzbein (Os sacrum, fünf verwachsene Wirbel)
  - Steißbein (Os coccygis, vier bis fünf Wirbelrudimente)
- Thorax
  - Zwölf Rippen (Costae) auf jeder Seite
  - Brustbein (Sternum)

## Obere Extremität

### Schultergürtel
- Der Schultergürtel (Cingulum membri superioris) wird von zwei Knochen gebildet:
  - Schlüsselbein (Clavicula)
  - Schulterblatt (Scapula)

### Arm (Membrum superius)
- Oberarmknochen (Humerus)
- Unterarmknochen (Ossa antebrachii)
  - Elle (Ulna)
  - Speiche (Radius)

### Hand (Manus)
- Die Hand besteht aus 27 Knochen.

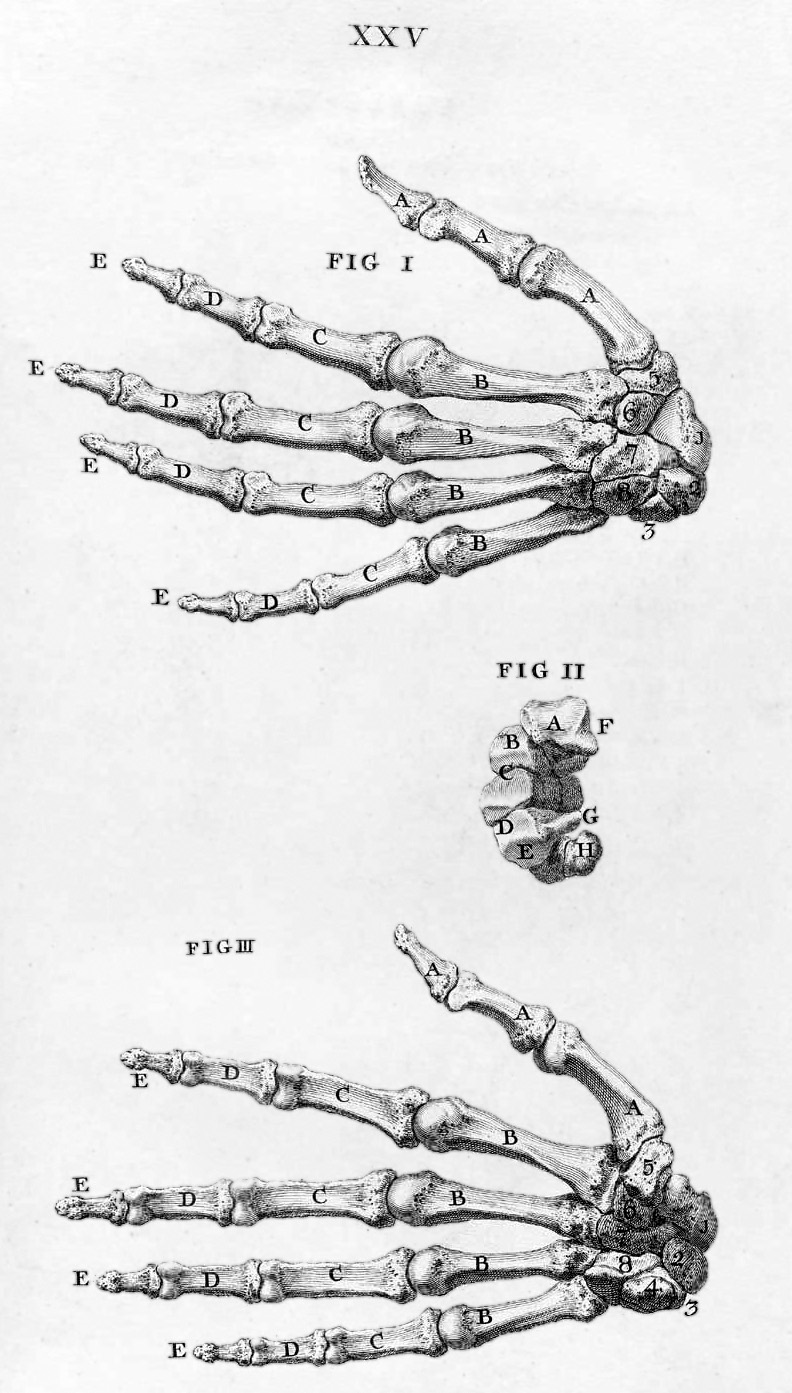
Die Knochen der Hand

  - Die Handwurzel (Carpus) besteht aus acht Knochen (Ossa carpi; Merksatz: Ein Kahn, der fährt im Mondenschein im Dreieck um das Erbsenbein. Vieleck groß, Vieleck klein - am Kopf, da muss ein Haken sein.)
    - Kahnbein (Os scaphoideum)
    - Mondbein (Os lunatum)
    - Dreiecksbein (Os triquetrum)
    - Erbsenbein (Os pisiforme)
    - großes Vieleckbein (Os trapezium)
    - kleines Vieleckbein (Os trapezoideum)
    - Kopfbein (Os capitatum)
    - Hakenbein (Os hamatum)

  - Die Mittelhand hat fünf Mittelhandknochen (Ossa metacarpi, durchnummeriert I–V).
    - Zwei Sesambeine (Ossa sesamoidea) im Mittelhand-Finger-Gelenk (Metakarpophalangealgelenk) des Daumens

  - Die Finger bestehen aus jeweils drei Knochen, den Phalangen (Phalanx proximalis, Phalanx media, Phalanx distalis, durchnummeriert I–V), die Daumen (I) aus nur je zwei (Phalanx proximalis und Phalanx distalis)

## Untere Extremität

### Hüfte (Coxa)
- Das Hüftbein (Os coxae), zusammengewachsen aus je drei Knochen auf jeder Seite:
  - Darmbein (Os ilium)
  - Schambein (Os pubis)
  - Sitzbein (Os ischii)

### Bein
- Oberschenkelknochen (Os femoris)
- Kniescheibe (Patella)
- Unterschenkelknochen (Ossa cruris)
  - Schienbein (Tibia)
  - Wadenbein (Fibula)

### Fuß (Pes)

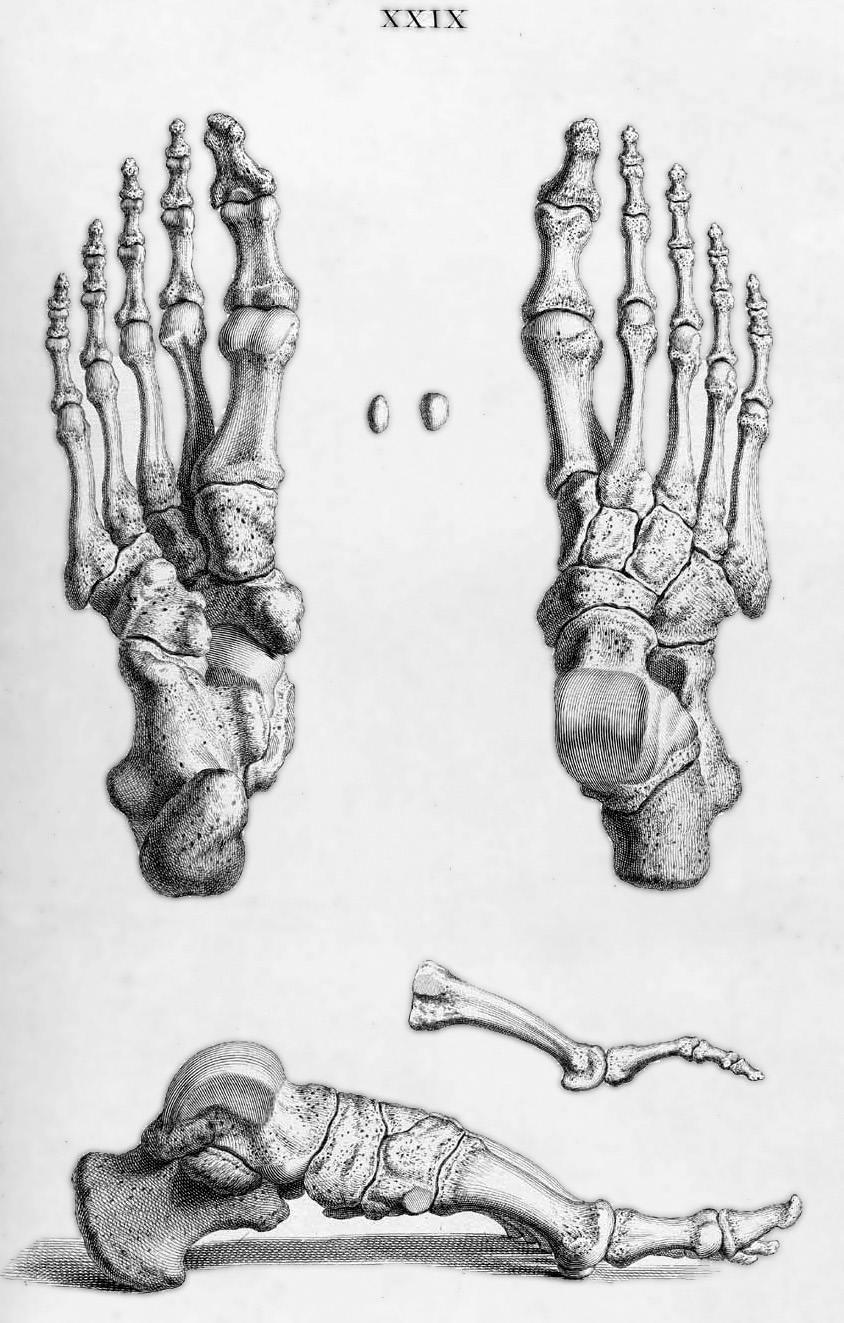
Die Fußknochen

Der Fuß besteht aus sechsundzwanzig Knochen.
Die Fußwurzel (Tarsus) besteht aus sieben Knochen.
- Fußwurzelknochen (Ossa tarsi)
  - Sprungbein (Talus)
  - Fersenbein (Calcaneus)
  - Kahnbein (Os naviculare)
  - Drei Keilbeine (Os cuneiforme mediale, intermedium et laterale)
  - Würfelbein (Os cuboideum)

Merksatz: Das Sprungbein und das Fersenbein, die wollten in den Kahn hinein, und kriegten dreimal Keile vom Würfelbein.
- Fünf Mittelfußknochen (Ossa metatarsi, durchnummeriert I–V)
  - Zwei Sesambeine (Ossa sesamoidea) im Mittelfuß-Zehen-Gelenk (Metatarsophalangealgelenk) des Großzehs
- Die Zehen bestehen aus jeweils drei Knochen (Phalanx proximalis, media, et distalis, durchnummeriert I–V), die Großzehen (I) nur aus zwei Knochen.

## Akzessorische Knochen
Zusätzlich gibt es eine Reihe von Knochen und Varietäten, die nur bei einem kleinen Teil der Bevölkerung auftreten, die akzessorischen Knochen. Dazu gehören unter anderem:
- Zusätzliche Rippen
  - Halsrippen als zusätzliche Rippe am siebten Halswirbel (klinisch relevant, Halsrippensyndrom)
  - Lendenrippen am ersten Lendenwirbel
- Akzessorische Fußknochen, z. B.
  - Os tibiale externum, Os intermetatarseum, Os trigonum, Os supranaviculare, Os vesalianum, Os peroneum